# هزاره یکم (میلادی)

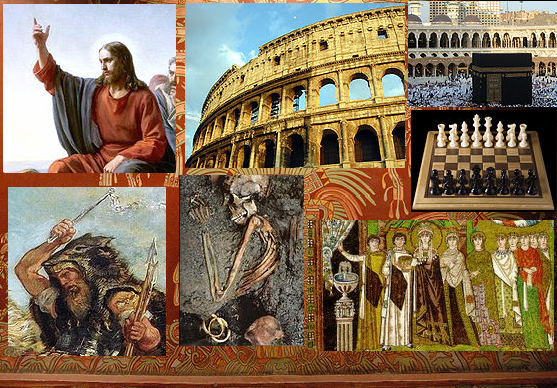
مجموعه‌ای از رویدادهای مهم دهه‌ی ۱۰۰۰ میلادی.

هزاره ۱ میلادی بازه زمانی میان ۱ ژانویه سال ۱ میلادی و ۳۱ دسامبر سال ۱۰۰۰ میلادی است. 
آغاز این هزاره با قدرت‌یابی امپراتوری روم و سپس افول آن همراه بود.
در این هزاره اسلام و مسیحیت گسترش یافتند. اسلام در سده ۴ و مسیحیت در سده ۷ به قدرت رسیدند. 
رشد جمعیت در این دوران به حداقل رسید. در خوشبینانه‌ترین برآورد شمار انسانها از ۱۷۰ میلیون به ۳۰۰ میلیون افزایش یافت و برآوردی دیگر کاهش تعداد آدمیان را از ۴۰۰ میلیون در ابتدای هزاره به ۲۵۰ میلیون در پایان گمانه می‌زند.

## سده‌ها و هزاره‌های میلادی
| هزاره | سده   | سده   | سده   | سده   | سده   | سده   | سده   | سده   | سده   | سده   |
| ----- | ----- | ----- | ----- | ----- | ----- | ----- | ----- | ----- | ----- | ----- |
| ۹ پ‌م: | ۹۰ پ‌م | ۸۹ پ‌م | ۸۸ پ‌م | ۸۷ پ‌م | ۸۶ پ‌م | ۸۵ پ‌م | ۸۴ پ‌م | ۸۳ پ‌م | ۸۲ پ‌م | ۸۱ پ‌م |
| ۸ پ‌م: | ۸۰ پ‌م | ۷۹ پ‌م | ۷۸ پ‌م | ۷۷ پ‌م | ۷۶ پ‌م | ۷۵ پ‌م | ۷۴ پ‌م | ۷۳ پ‌م | ۷۲ پ‌م | ۷۱ پ‌م |
| ۷ پ‌م: | ۷۰ پ‌م | ۶۹ پ‌م | ۶۸ پ‌م | ۶۷ پ‌م | ۶۶ پ‌م | ۶۵ پ‌م | ۶۴ پ‌م | ۶۳ پ‌م | ۶۲ پ‌م | ۶۱ پ‌م |
| ۶ پ‌م: | ۶۰ پ‌م | ۵۹ پ‌م | ۵۸ پ‌م | ۵۷ پ‌م | ۵۶ پ‌م | ۵۵ پ‌م | ۵۴ پ‌م | ۵۳ پ‌م | ۵۲ پ‌م | ۵۱ پ‌م |
| ۵ پ‌م: | ۵۰ پ‌م | ۴۹ پ‌م | ۴۸ پ‌م | ۴۷ پ‌م | ۴۶ پ‌م | ۴۵ پ‌م | ۴۴ پ‌م | ۴۳ پ‌م | ۴۲ پ‌م | ۴۱ پ‌م |
| ۴ پ‌م: | ۴۰ پ‌م | ۳۹ پ‌م | ۳۸ پ‌م | ۳۷ پ‌م | ۳۶ پ‌م | ۳۵ پ‌م | ۳۴ پ‌م | ۳۳ پ‌م | ۳۲ پ‌م | ۳۱ پ‌م |
| ۳ پ‌م: | ۳۰ پ‌م | ۲۹ پ‌م | ۲۸ پ‌م | ۲۷ پ‌م | ۲۶ پ‌م | ۲۵ پ‌م | ۲۴ پ‌م | ۲۳ پ‌م | ۲۲ پ‌م | ۲۱ پ‌م |
| ۲ پ‌م: | ۲۰ پ‌م | ۱۹ پ‌م | ۱۸ پ‌م | ۱۷ پ‌م | ۱۶ پ‌م | ۱۵ پ‌م | ۱۴ پ‌م | ۱۳ پ‌م | ۱۲ پ‌م | ۱۱ پ‌م |
| ۱ پ‌م: | ۱۰ پ‌م | ۹ پ‌م  | ۸ پ‌م  | ۷ پ‌م  | ۶ پ‌م  | ۵ پ‌م  | ۴ پ‌م  | ۳ پ‌م  | ۲ پ‌م  | ۱ پ‌م  |
| ۱:    | ۱     | ۲     | ۳     | ۴     | ۵     | ۶     | ۷     | ۸     | ۹     | ۱۰    |
| ۲:    | ۱۱    | ۱۲    | ۱۳    | ۱۴    | ۱۵    | ۱۶    | ۱۷    | ۱۸    | ۱۹    | ۲۰    |
| ۳:    | ۲۱    | ۲۲    | ۲۳    | ۲۴    | ۲۵    | ۲۶    | ۲۷    | ۲۸    | ۲۹    | ۳۰    |
| ۴:    | ۳۱    | ۳۲    | ۳۳    | ۳۴    | ۳۵    | ۳۶    | ۳۷    | ۳۸    | ۳۹    | ۴۰    |